# متال گیر (سلاح)
متال گیر(به انگلیسی: Metal Gear) نام سلاحی تخیلی در مجموعه بازی متال گیر است که نام بازی از این سلاح گرفته شده است. در هر نسخه متال گیر یک اسلحه جدید قرار داشت اما وجه مشترک آن قابلیت پرتاب موشک‌های هسته‌ای از آن بود.